# Orthopodomyia fascipes
Orthopodomyia fascipes är en tvåvingeart som först beskrevs av Daniel William Coquillett 1906.  Orthopodomyia fascipes ingår i släktet Orthopodomyia och familjen stickmyggor. Inga underarter finns listade i Catalogue of Life.